# 1841 w sztukach plastycznych
Wydarzenia w sztukach plastycznych i wizualnych w 1841 roku.

## Dzieła
- Feliks Pęczarski, Szulerzy (nie mylić z: Szulerzy przy świecy z 1845 roku)[1]

## Wystawy
- Wystawa w Warszawie. Pęczarski za obrazy Szulerzy i Matka Boska otrzymuje srebrny medal I klasy[1]

## Urodzeni
- 14 stycznia - Berthe Morisot (zm. 1895), francuska malarka
- 16 lutego - Armand Guillaumin (zm. 1927), francuski malarz i litograf
- 25 lutego - Auguste Renoir (zm. 1919), francuski malarz
- 4 września - Albert Joseph Moore (zm. 1893), angielski malarz
- 6 grudnia - Frédéric Bazille (zm. 1870), francuski malarz

## Zmarli
- 1 czerwca - David Wilkie (ur. 1785), szkocki malarz
- 9 października - Karl Friedrich Schinkel (ur. 1781), niemiecki malarz, architekt i projektant
- 23 listopada - Kazan Watanabe (ur. 1793), japoński uczony i malarz
- José Domínguez Bécquer - (ur. 1805), hiszpański malarz